# نهائي كأس إسكتلندا 2014
نهائي كأس اسكتلندا 2014 هي المباراة النهائية من منافسة كأس اسكتلندا 2013–14، أقيمت المباراة في 17 مايو 2014، في سلتيك بارك، بين فريقي سانت جونستون، ودندي يونايتد، وفاز فيها سانت جونستون، بعد أن هزم دندي يونايتد، بنتيجة 2 - 0، وكان حكم المباراة كريغ تومسون، وحضر المباراة 47345 شخصاً.

## تفاصيل المباراة
لعبت المباراة النهائية في 17 مايو 2014.
| سانت جونستون | 2 -0 | دندي يونايتد |
| ------------ | ---- | ------------ |
|              |      |              |